# داریو بونتی
داریو بونتی (به ایتالیایی: Dario Bonetti) بازیکن فوتبال و اهل ایتالیا است که از سال ۱۹۸۶ میلادی عضو تیم ملی فوتبال ایتالیا بوده و در ۲ بازی ملی حضور داشته‌است. او در بازی‌های ملی‌اش گلی به ثمر نرساند.
داریو بونتی آخرین بازی ملی خود را در سال ۱۹۸۶ میلادی انجام داد.